# ウィンストン・グルーム
ウィンストン・フランシス・グルーム・ジュニア ( Winston Francis Groom Jr., 1943年3月23日 - 2020年9月16日) はアメリカ合衆国の小説家、ノンフィクションライター。

## 人物
ワシントンD.C.で生まれる。アラバマ州モービルで育ち、アラバマ大学に入学。アメリカ陸軍予備役将校訓練課程で訓練を受ける。大学を卒業した1965年から1969年までアメリカ陸軍に在籍し、ベトナム戦争にも参加した。

## 主要作品リスト

### 小説
- Better Times Than These (1978)
- As Summers Die (1980)
- Only (1984)
- フォレスト・ガンプ (Forrest Gump) (1986)（小川敏子訳、講談社、1994年。講談社文庫、2000年。1994年に『フォレスト・ガンプ/一期一会』として映画化）
  - フォレスト・ガンプ2 (Gump and Co.) (1995)（小川敏子訳、講談社、1996年）
- Gone the Sun (1988)
- Such a Pretty, Pretty Girl (1999)

### 歴史小説
- Conversations with the Enemy (共著 Duncan Spencer) (1983)
- Shrouds of Glory: From Atlanta to Nashville: The Last Great Campaign of the Civil War (1995)
- The Crimson Tide: An Illustrated History of Football at the University of Alabama (2000)
- A Storm in Flanders: Triumph and Tragedy on the Western Front (2002)
- 1942: The Year that Tried Men's Souls (2005)
- Patriotic Fire: Andrew Jackson and Jean Laffite at the Battle of New Orleans (2006)

### その他
- ガンピズム―フォレスト・ガンプの生きる知恵。 (GUMPisms: The Wit and Wisdom of Forrest Gump) (1994)（デーブ・スペクター、真野流訳、ソニーマガジンズ、1995年）
- The Bubba Gump Shrimp Co. Cookbook: Recipes & Reflections from Forrest Gump (1994)